# 御殿場ジャンクション
御殿場ジャンクション（ごてんばジャンクション）は、静岡県御殿場市にある東名高速道路と新東名高速道路を結ぶジャンクション (JCT) である。東名と新東名は鋭角に交差しており、東名・新東名の各東京方面（御殿場IC・新御殿場IC方面）と各名古屋方面（裾野IC・長泉沼津IC方面）がそれぞれ分岐・合流するハーフジャンクションとなっており、ランプの曲線半径も緩やかである。
なお、当JCTの建設にあたっては先行投資の額を極力抑えるべく、部分開通時に必要となるランプ部分の高架橋のみを先行して建設することになった。

## 歴史
- 2011年（平成23年）8月26日：当JCTの名称が「御殿場JCT」で正式決定[2][3]。
- 2012年（平成24年）4月14日：新東名高速道路・御殿場JCT - 三ヶ日JCT間開通に伴い、供用開始[4]。
- 2021年（令和3年）4月10日：新東名高速道路・新御殿場IC - 御殿場JCT間開通[5][6]。

## 接続する道路
- E1A 新東名高速道路(7-1番)
- E1 東名高速道路(7-1番)

ただし、当JCTを介して同一方面（東名 名古屋方面と新東名 名古屋方面、東名 東京方面と新東名 東京（海老名）方面）へのUターンはできない。

## 隣
E1 東名高速道路
(7) 御殿場IC - (7-1) 御殿場JCT - (7-2) 駒門PA/SIC - (7-3) 裾野IC
E1A 新東名高速道路
(5) 新御殿場IC - (7-1) 御殿場JCT - (6) 長泉沼津IC